# Реформатська церква (Паладь-Комарівці)
Реформатська церква — пам'ятка середньовічної архітектури на території Закарпаття, яка розташовується у селі Паладь-Комарівці Ужгородського району Закарпатської області. Охоронний номер — 1130. Відноситься до переліку пам'яток на території Закарпатської області, які не підлягають процесу приватизації. Стан споруди задовільний.

## Історія

### Виникнення храму
Найперші згадки щодо парафії у селі Паладь стосуються 1334 року. Тоді місцевим священиком було сплачено 4 грошових одиниці, а у 1335 році вже 5 грошів. Ці відомості відносяться до періоду, коли були складені реєстри папської десятини. У 1462 році в документах як покровитель церкви вказується Святий Михаїл. В той час напроти церкви розташовувався будинок Міхая Паладі. Сучасні історики схиляються до версії, що засновниками реформатської церкви були представники родини Паладі, які стали володіти поселенням наприкінці 13 століття. Відомості щодо року, коли церква стала реформатською, різняться. В одних джерелах зазначається, що це відбулось у 1573 році, в інших вказано, що ця подія сталась у другій половині 17 століття. Ремонтні роботи, які здійснювались на території будівлі у 17 та 18 столітті, керувались вже представниками реформатської церкви. Споруда перебудовувалась кілька разів. У 1729 році була завершена чергова відбудова, саме ця дата в офіційних документах значиться роком виникнення храму. У цьому ж році була добудована дзвіниця, яка мала дерев'яне завершення в готичному стилі
. Про здійснену перебудову церкви зберігся надпис на стіні.

### Церква у кінці 19 століття— на початку 21 століття
У 1880-х роках відбулись ремонтні роботи, які були незначними. Громада вирішила, що необхідно після цього здійснити реставрацію будівлі і розширити приміщення церкви. Для виконання таких робіт потрібен був дозвіл міністра з питань релігії та освіти, проте документа та дозволу на розширення приміщення не було. У 1892 році Іштваном Мьоллером були здійснені заміри будівлі. Дослідження споруди здійснювались інженером Берталаном Кеменем, який працював в Угорському Королівському Управлінні державної архітектури в Ужанському комітаті. Іштван Мьоллер передав справи та документи по питанню реформатської церкви досліднику Отто Стегло — саме таке прохання висловив Національний комітет охорони пам'яток старовини і культури. 3 серпня 1894 року Отто Стегло відвідав село Паладь і оглянув церковну споруду. Згідно зі звітом, який був ним складений, комітет не заперечував проти робіт, які проводились по заміні покрівлі. Проте ці роботи мали здійснюватись без додаткового фінансування — грошові кошти на цю справу не були виділенні. Отто Стегло врахував поправки Фрідєша Шулека та підготував проект на основі всіх зроблених досліджень, який був втілений у життя. Згідно положень цього документу, значні зміни торкнулись вигляду дзвіниці. Цю споруду було вирішено відреставрувати згідно її первинного стану. Заново відтворили шпиль та його ґанок, які б мали форму, максимально подібну до первинного стану. У церкві з'явились зубчастий карниз та орнамент. Ступінчастий карниз розміщався на фасаді притвору, віконні прорізи стали розширеними. Північний фасад зазнав змін. До проведення реставраційних робіт у центрі стіни знаходилось вікно. У 1895 році роботи, які були передбачені проектом Отто Стекло, були виконані. Ще одна перебудова споруди була здійснена у 1971 році.
Знайдені у 2006 році церковні фрески на частинах споруди дозволяють історикам точніше визначити дату побудови церкви. Вони можуть відповідати початку 14 століття. Поява записів про реформатську церкву у реєстрах папської десятини, відбулась коли церква вже була споруджена та розпис її стін був виконаний.

## Архітектура

### Стиль побудови
Реформатський храм займає центральне розташування по відношенню до інших споруд у селі і знаходиться на пагорбі. Він створений поєднанням двох архітектурних стилів: бароко і готики. Споруда цегляна, а фундамент, підлога та крипта виготовлені з каменю. Крипта збереглась з періоду заснування костелу, як і фундамент будівлі
. В основі плану побудови церкви знаходиться прямокутник. Споруда однонефна. Апсида має три грані і укріплена за допомогою контрфорсів. Зведена церква тримається завдяки підстінкам декількох типів. Армовані опори розміщуються на рогах апсиди. Західна стіна будівлі підпирається двома невеликим за розмірами контрфорсами. У південній стіні міститься оформлення ніші. Ерне Фьорк, який здійснював класифікацію типів церков, вважав її пам'яткою архітектури, в якої створений єдиний внутрішній простір. Це означало, що неф та апсида мають однакову ширину. Розмір притвору, який знаходиться перед західним фасадом церкви, становить 3х3,5 метри.
Вікна у церкві дводільні, великі за розміром. Завдяки цьому приміщення має природне освітлення. На південній та західній стінах розташовуються вікна з півциркулярним завершенням. У південній стіні видніється обрамлення порталу, який колись був замурований. Цоколь з розкосом оточує церкву. Він має триступінчатий карниз. Складовими частинами карнизу є викружка і циліндричне членування. У центральній частині західного фасаду розташовується дзвіниця. Вона має закінчення у вигляді шпиля, завершенням якого слугує ганк з чотирма фіалами. Віконні ніші знаходяться поряд з карнизом, який прикрашений зубчастим орнаментом. Завершенням віконних ніш слугує не побілений карниз.
З одного боку дзвіниця оточена західною стіною. З другого боку — стовпами, які побудовані у формі призми. Стовпи мають двоступінчасте закінчення. На них розташовуються західні хори, по нижньому ярусі вони перекриваються бочарним склепінням. Арки починаються у стінах без консолів. Другий поверх дзвіниці приєднується до нефу отвором, який має арку з параболоїдною формою. На ньому відсутні склепіння. Довжина внутрішнього приміщення церкви сягає 16 метрів, а ширина — 6 метрів. Товщина стін — 0,8 метрів. Місцезнаходження тріумфальної арки не визначено через відсутність сліду. На відстані майже 5 метрів від хорів на північній стіні знаходиться вертикальна тріщина.Стародавні рисунки, які збереглись, є свідченням того, вхід на територію храму знаходився з південної сторони, проте на початку 20 століття його розташування було змінено.

### Інтер'єр та реставрація
Дерев'яні перекриття мають плоску форму. На другому ярусі дзвіниці є стрільчасті перемички віконних отворів.
Збереглись різьблені дерев'яні меблі. З правої сторони від контрфорсу розташований ліпний барковий декор, на якому наполовину зберігся надпис на латинській мові. Територія пам'ятки огороджена. Огорожа виготовлена з каменю і має металеву решітку. Дату її встановлення відносять до початку 20 століття. У 1650 році у храмі обрушилось склепіння. У 1719 році відбулось розширення хорів. Східна частина будівлі містить згадку щодо робіт по реконструкції 1729 року. Первинні оригінальні форми готичного стилю зберегли капельники контрфорсів. У 1819 році був зведений північний контрфорс. Найбільш ранньою частиною церковної споруди називають західну. Це неф, дзвіниця та західні хори. Кам'яне обрамлення південного порталу відноситься до 13 століття чи початку 14 століття.
З 2006 року проведення реставраційних робіт стає поступовим та традиційним явищем. У цей же період знайшли фрески та була відновлена дзвіниця. У 2007 — південна стіна будівлі, у 2008 році — покрівля, яка була виготовлену з гонту. Через рік провели дослідження церковних розписів, а в 2010 році для церкви був виготовлений новий дзвін. Змінились опори на рогах апсиди та висота контрфорсу південної стіни. Розчистка продовжувалась у 2009 та 2012 роках. Розписи знаходились на північній та південній сторонах нефу. На північній стіні нефу виявили фрагменти, які зображають крилатого ангела. Балюстраду хорів прикрашає фрагмент, який демонструє легенду Святого Ласло. Після розкриття фрагментів стало зрозуміло, що сцена з легенди зображена з правої сторони в ліву сторону Розписи храму виконувались на товстому шарі вапняку чи на штукатурці, максимальна товщина шару якої становила 0,5 сантиметра. Також був виявлений фрагмент з німбом поблизу хорів.